# Rafael Aizpún
Rafael Aizpún Santafé (Caparroso, 24 de octubre de 1889-Pamplona, 1 de mayo de 1981) fue un jurista y político español, muy activo en el ámbito navarro.

## Biografía
Estudió la carrera de Derecho en Barcelona. Liberal independiente y autonomista, simpatizó con el maurismo. En 1922 ingresó en el Partido Social Popular. Un año después accedió como concejal al ayuntamiento de Pamplona. Fue miembro de la Sociedad de Estudios Vascos desde 1920 y, desde 1930, miembro de la Comisión de Autonomía destinada a elaborar un Estatuto que dotara de autonomía a las cuatro provincias vasconavarras. 
Fue presidente del Consejo de Estudios de Derecho Navarro y profesor de Economía en el Estudio General de Navarra, embrión de la Universidad de Navarra a finales de la década de 1960.

## Segunda República
Llegada la República, fue elegido diputado a Cortes por Navarra en las elecciones constituyentes de junio de 1931 en la candidatura "Católico Fuerista" en compañía de Miguel Gortari, ambos con filiación "católica"; José Antonio Aguirre (nacionalista vasco), y los carlistas Joaquín Beunza y el conde de Rodezno.
Fue el fundador en 1933 de Unión Navarra, siendo presidente provisional del partido. Unido a la Confederación Española de Derechas Autónomas (CEDA), de la que llegó a ser vicepresidente, el mismo año de su fundación, tres años más tarde cambió el nombre de su partido por el de Acción Popular de Navarra. Fue diputado por Navarra en las Cortes republicanas de 1933 y 1936.
Ministro de Justicia del Gobierno de Lerroux entre octubre de 1934 y abril de 1935. Su entrada en el gobierno de la República, junto con la de otros dos ministros de la CEDA, fue el argumento usado para desencadenar la Revolución de 1934. Tras ella, impulsó como ministro la Ley de 11 de octubre de 1934 por la que se restablecía la pena de muerte. Desempeñó la cartera de Industria y Comercio entre mayo y septiembre de 1935. Partidario de los sublevados en la Guerra Civil, tras ésta pasó a un segundo plano en política.

## Franquismo
Aizpún fue uno de los veintidós juristas que, designados por el Ministerio de Gobernación franquista, elaboraron el “dictamen sobre la ilegitimidad de los poderes actuantes el 18 de julio de 1936”, documento publicado el 21 de diciembre de 1938, que pretendía justificar la sublevación militar que provocó la guerra civil española.
Procurador en Cortes durante el franquismo en representación de Asociaciones, Colegios y Cámaras, elegido por los Colegios de Abogados para la I Legislatura de las Cortes Españolas (1943-1946).
En el salón de actos del Colegio de Abogados de Madrid se reunieron los decanos de toda España el 1 de noviembre de 1942 con objeto de proceder a la elección de los dos procuradores que los representaran en las Cortes Españolas. Después de unas palabras de cordial bienvenida pronunciadas por el decano de Madrid, Antonio Goicoechea, Santiago Fuentes Pila, secretario del propio colegio, dio lectura al Decreto de 14 de octubre sobre la designación de dichos procuradores. Constituida la mesa se procedió a la votación y tras el escrutinio se obtuvo el siguiente resultado: Antonio Goicoechea, 73 votos, del colegio de Madrid; Rafael Aizpún, 67 votos, del colegio de Pamplona; Eduardo Martínez Sabater, 6 votos, del colegio de Valencia; y con un voto Tomás Alonso de Armiño y Calleja del de Burgos, Torres Ballester del de Barcelona y Santiago Fuentes Pila del de Madrid.
Su oposición al régimen franquista fue, sin embargo, notoria. Pronto intervino en el intento de sustituir a Franco por una monarquía parlamentaria en la persona de D. Juan de Borbón a cuyo Consejo Privado perteneció. Sus contactos con Gil Robles en Estoril durante el exilio de este último cerca de aquel le hicieron perder el pasaporte, que solo recuperó en 1964.
Su hijo Jesús Aizpún Tuero fue el fundador y dirigente del partido Unión del Pueblo Navarro durante la Transición.

## Escritos
Como especialista del Derecho navarro, fue autor de varios estudios como un Anteproyecto de apéndice de Navarra al Código Civil (1930), Estudio jurídico de las leyes forales (1952) e Ideas Generales de las instituciones de Derecho Civil Navarro (1958).
Su obra más conocida es Naturaleza jurídica de las leyes forales de Navarra en que defiende el carácter paccionado o pactado entre Navarra y el Estado del Régimen foral navarro, como un pacto de estatus, frente a concepciones centralistas de la organización territorial del Estado y en defensa de la singularidad y la personalidad histórica y jurídica de Navarra en España.